# Giáo phận Takamatsu
Giáo phận Takamatsu (カトリック高松司教区) (tiếng Latinh: Dioecesis Takamatsuensis) từng là một giáo phận của Giáo hội Công giáo Rôma ở Nhật Bản. Địa giới của Giáo phận bao gồm 4 tỉnh thuộc vùng Shikoku. Nhà thờ chính tòa Đức Mẹ lên trời, còn được biết đến với tên gọi Nhà thờ Sakuramachi (tiếng Nhật: 桜町教会) từng là nhà thờ chính tòa của giáo phận.

## Lịch sử
- 1846 - Hạt Đại diện Tông tòa Nhật Bản được thành lập, với tòa giám mục đặt tại Yokohama.
- 1866 - Tòa giám mục được chuyển đến Nagasaki.
- 1876 - Ngày 22/5, Hạt Đại diện Tông tòa Nhật Bản được tách ra thành Hạt Đại diện Tông tòa Bắc Nhật Bản (hiện là Tổng giáo phận Tokyo) và Hạt Đại diện Tông tòa Nam Nhật Bản (hiện là Tổng giáo phận Nagasaki), trong đó Hạt Đại diện Tông tòa Nam Nhật Bản quản lí các vùng Kinki, Chūgoku, Shikoku và Kyūshū.
- 1888 - Hạt Đại diện Tông tòa Chūbu được thành lập, tiếp nhận các vùng Kinki, Chūgoku, Shikoku từ Hạt Đại diện Tông tòa cũ, và được giao cho Hội Thừa sai Paris quản lí.
- 1891 - Ngày 15/6, Hạt Đại diện Tông tòa Chūbu được nâng cấp thành Tổng giáo phận Ōsaka.
- 1904 - Ngày 27/1, Hạt Phủ doãn Tông tòa Shikoku được thành lập với địa giới gồm 5 tỉnh thuộc vùng Shikoku. Tòa giám mục của Hạt Phủ doãn Tông tòa được đặt tại Tokushima.
- 1949 - Tòa giám mục được chuyển đến Takamatsu.
- 1963 - Ngày 13/9, Hạt Phủ doãn Tông tòa Shikoku được nâng cấp thành Giáo phận Takamatsu.
- 2023 - Ngày 15/8, Giáo hoàng Phanxicô đã quyết định sáp nhập giáo phận vào Tổng giáo phận Ōsaka, lấy tên mới là Tổng giáo phận Ōsaka-Takamatsu. Hồng y Tôma Aquinô Maeda Manyō tiếp tục làm tổng giám mục của tổng giáo phận.[1][2]

## Lãnh đạo qua từng thời kì

### Phủ doãn Tông tòa
- Tiên khởi - José María Álvarez (Dòng Anh Em Giảng Thuyết) (1904 - 1931)
- Giám quản Tông tòa - Thomas de la Hoz (Dòng Anh Em Giảng Thuyết) (1931 - 1935)
- 2 - Modesto Perez (Dòng Anh Em Giảng Thuyết) (1935 - 1940)
- Giám quản Tông tòa - Phaolô Taguchi Yoshigorō (1941 - 1963)

### Giám mục Giáo phận
- Tiên khởi - Phanxicô Xaviê Tanaka Eikichi (1963 - 1977)
- 2 - Giuse Fukahori Satoshi (1977 - 2004)
- 3 - Phanxicô Xaviê Mizobe Osamu (Dòng Salêdiêng Don Bosco) (2004 - 2011)
- 4 - Gioan Suwa Eijirō (2011 - 2022)[3]